# ジョナタン・ナルバエス
ジョナタン・マヌエル・ナルバエス・プラド（Jhonatan Manuel Narváez Prado, 1997年3月4日 - ）は、エクアドル、スクンビオス県・スクンビオス郡エル・プラヨン・デ・サン・フランシスコ出身の自転車ロードレース選手。

## 主な戦績

### 2016年
- ツール・ド・サヴォワ・モン・ブラン（英語版）  山岳賞
- エクアドル選手権 U23個人タイムトライアル 優勝

### 2017年
- シルキュイ・デ・アルデンヌ（英語版）  総合優勝、 ヤングライダー賞
- ツアー・オブ・オブ・ザ・ジラ（英語版）  ヤングライダー賞（第5ステージ優勝）
- コロラド・クラシック（英語版）  ヤングライダー賞
- エクアドル選手権 個人ロードレース 優勝

### 2018年
- アドリアティカ・イオニカレース（英語版） 区間優勝（第1ステージ・チームタイムトライアル）

### 2020年
- ツール・ド・ワロニー  ヤングライダー賞
- セッティマーナ・インテルナツィオナーレ・ディ・コッピ・エ・バルタリ  総合優勝、 ポイント賞、 ヤングライダー賞（第3ステージ優勝）
- ジロ・デ・イタリア 区間優勝（第12ステージ）[1]

### 2023年
- ツアー・オブ・オーストリア  総合優勝
- パンアメリカン競技大会 ロードレース 優勝

### 2024年
- エクアドル選手権 個人ロードレース 優勝
- ジロ・デ・イタリア 区間優勝（第1ステージ）

### 2025年
- ツアー・ダウンアンダー  総合優勝（第5ステージ優勝）
- エクアドル選手権 個人ロードレース 優勝